# 데이비드 캐머런 정권
데이비드 캐머런 정권 (Premiership of David Cameron)은 2010년 5월 11일 고든 브라운 총리의 뒤를 이어 정부를 수립하라는 엘리자베스 2세 여왕의 명을 데이비드 캐머런 대표가 수락하면서 공식적으로 시작되었다. 캐머런 총리는 재임기간 동안 제1대장경과 공무장관, 보수당 대표를 겸하였다. 캐머런 총리는 2016년 유럽연합 탈퇴 국민투표의 결과가 자신의 의향과는 반대로 탈퇴 찬성으로 드러나자 2016년 7월 13일 총리직에서 물러나게 되었다.
2010년 총선 결과 서민원 내 과반의석을 달성한 정당이 없었던 관계로, 보수당과 자유민주당 간의 연립내각을 캐머런 총리가 이끌게 되었다. 캐머런 총리는 가장 처음으로 자민당 대표였던 닉 클레그를 부총리에 임명하였다. 보수당과 자민당은 원내 의석수 363석을 확보, 과반에서 76석을 넘기며 국정운영의 안정적 기반을 확보하였다. 5년 뒤 2015년 총선에서는 보수당이 과반 12석을 넘기면서 원내 과반을 달성, 보수당 단독정부가 출범되고 캐머런도 총리직을 연임하게 되었다.
하지만 1년 뒤 2016년 브렉시트 국민투표에서 영국이 유럽연합을 탈퇴하는 것으로 결과가 드러남에 따라, 캐머런 총리는 보수당 당대회를 거쳐 총리직에서 사퇴할 뜻을 밝혔다. 유럽연합 회원국을 유지하면서 내부 개혁을 주도하겠다는 운동을 펼쳐왔던 캐머런 총리는, 여왕의 윤허를 받고 사퇴 사실을 대중에 알렸다. 사퇴 이유에 대해 캐머런 총리는 브렉시트 달성을 위해서는 "신선한 리더십"이 필요하다고 밝혔다. 2016년 7월 11일 당대표 선거에서 테리사 메이가 당선됨에 따라, 이틀 후 13일 데이비드 캐머런은 영국 총리직에서 공식적으로 물러났다.

## 같이 보기
- 캐머런-클레그 연립내각
- 브렉시트
- 테리사 메이 정권